# Chattrum
Chattrum eller chattkanal är en digital plattform där flera användare kan chatta i realtid genom textmeddelanden. 
Chattrum kan finnas i massmedia, på webbsidor och i datorprogram. Begreppet är således applicerbar på tekniska lösningar som sträcker sig från online-chatt i realtid genom snabbmeddelanden till internetforum och fullt utbyggda sociala, grafiska miljöer.
CompuServes CB Simulator var den första för allmänheten tillhandahållna chatten på 1980-talet. Chatten skapades av Alexander "Sandy" Trevor i Ohio i USA.